# Фреза

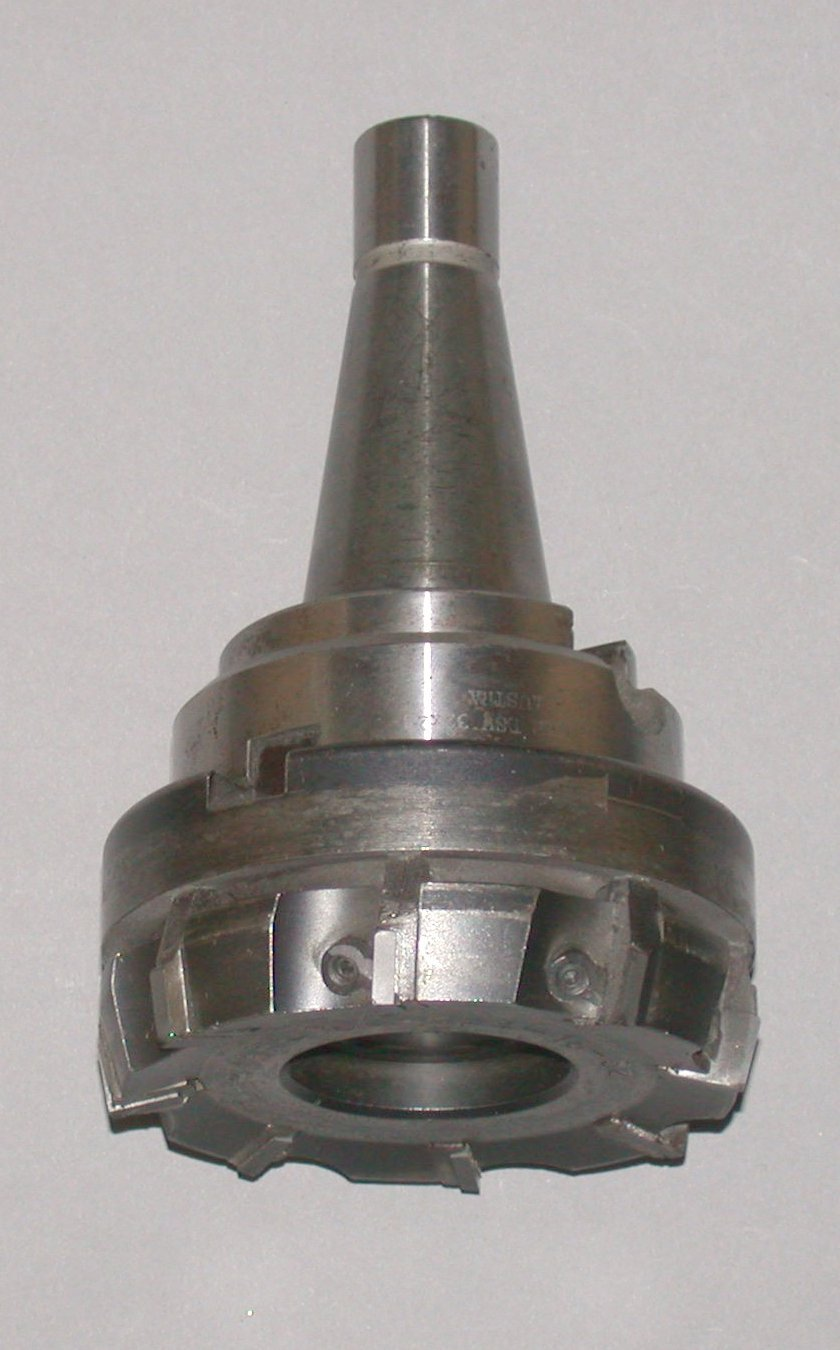
Торцевая фреза

Фреза́ (от фр. fraise) — инструмент с одним или несколькими режущими лезвиями (зубьями) для фрезерования на станке.
Виды фрез (шарошек) по геометрии (исполнению) бывают — цилиндрические, торцевые, червячные, концевые, конические и другие. Виды фрез по обрабатываемому материалу — дерево, сталь, чугун, нержавеющая сталь, закалённая сталь, медь, алюминий, графит и иное. Материал режущей части — быстрорежущая сталь, твёрдый сплав, минералокерамика, металлокерамика или алмаз, массив кардной проволоки. В зависимости от конструкции и типа зубьев фрезы бывают цельные (полностью из одного материала), сварные (хвостовик и режущая часть состоит из различного материала, соединённые сваркой), напайные (с напаянными режущими элементами), сборные (из различного материала, но соединённые стандартными крепёжными элементами — винтами, болтами, гайками, клиньями). Отдельно выделяют фрезерные головки — фрезы со сменными пластинами из твердого сплава и быстрорежущей стали. Также такие фрезы часто называют механическими, а головку без ножей — корпусом. На рисунке представлена торцовая фреза с механическим креплением твёрдосплавных пластин.

## Концевые фрезы

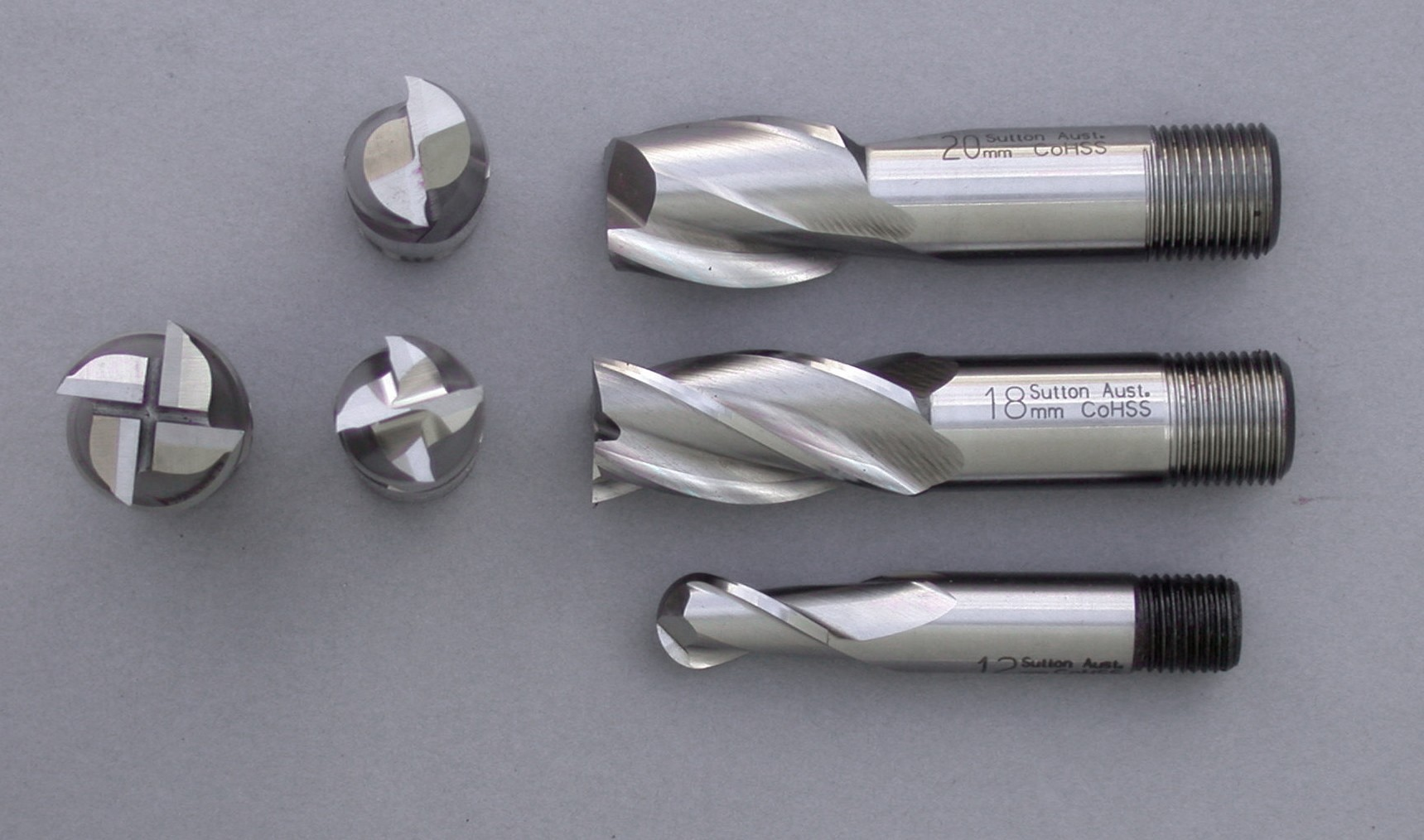
Концевые фрезы.

Концевая фреза (end mill) — это режущий инструмент, используемый в промышленных фрезерных станках. Она отличается от сверла применением, геометрией и производством. В то время как сверло может работать только в осевом направлении, концевые фрезы в общем случае могут работать во всех направлениях, хотя некоторые из них не могут работать в осевом направлении. Концевые фрезы отличаются креплением в шпинделе фрезерного станка. Крепление фрез в шпинделе станка производят при помощи цилиндрического или конического хвоста.
Концевые фрезы подразделяют на:

## Фрезы с плоским торцом
Фрезы с плоским торцом используются для раскроя, выборки, черновой обработки. Кончик фрезы имеет «П» образную форму. Диаметр хвостовика от 0.2 мм. Диаметр рабочей части от 0.1 мм. В ряде случаев имеет угловые скругления с радиусом до 0.5 мм. Количество зубьев варьируется от 1 до 6. Направление витков для отвода стружки может иметь разные направления: правое (стружка вверх), левое (стружка вниз), прямое (стружка по вектору движения), гибридное (правое с одним витком влево).
Сфера применения зависит от количества зубьев:
- фреза с плоским торцом одним зубом используется для чёрной обработки, раскроя;
- фреза с плоским торцом двумя зубьями используется для черновой, получистовой обработки и раскроя;
- фреза с плоским торцом с количеством зубьев более трёх используется для выборки, получистовой и чистовой обработки мягких металлов, стали, углеродистой и легированной стали.

## Угловые фрезы
Угловые фрезы находят применение преимущественно для фрезерования канавок.
Они бывают:
- одноугловые;
- двухугловые.

Одноугловые фрезы применяют для фрезерования прямых канавок на фрезах и другом инструменте.
Двухугловые несимметричные фрезы применяют для фрезерования прямых и винтовых канавок, а симметричные для фрезерования канавок фасонных фрез.

## Дисковые фрезы

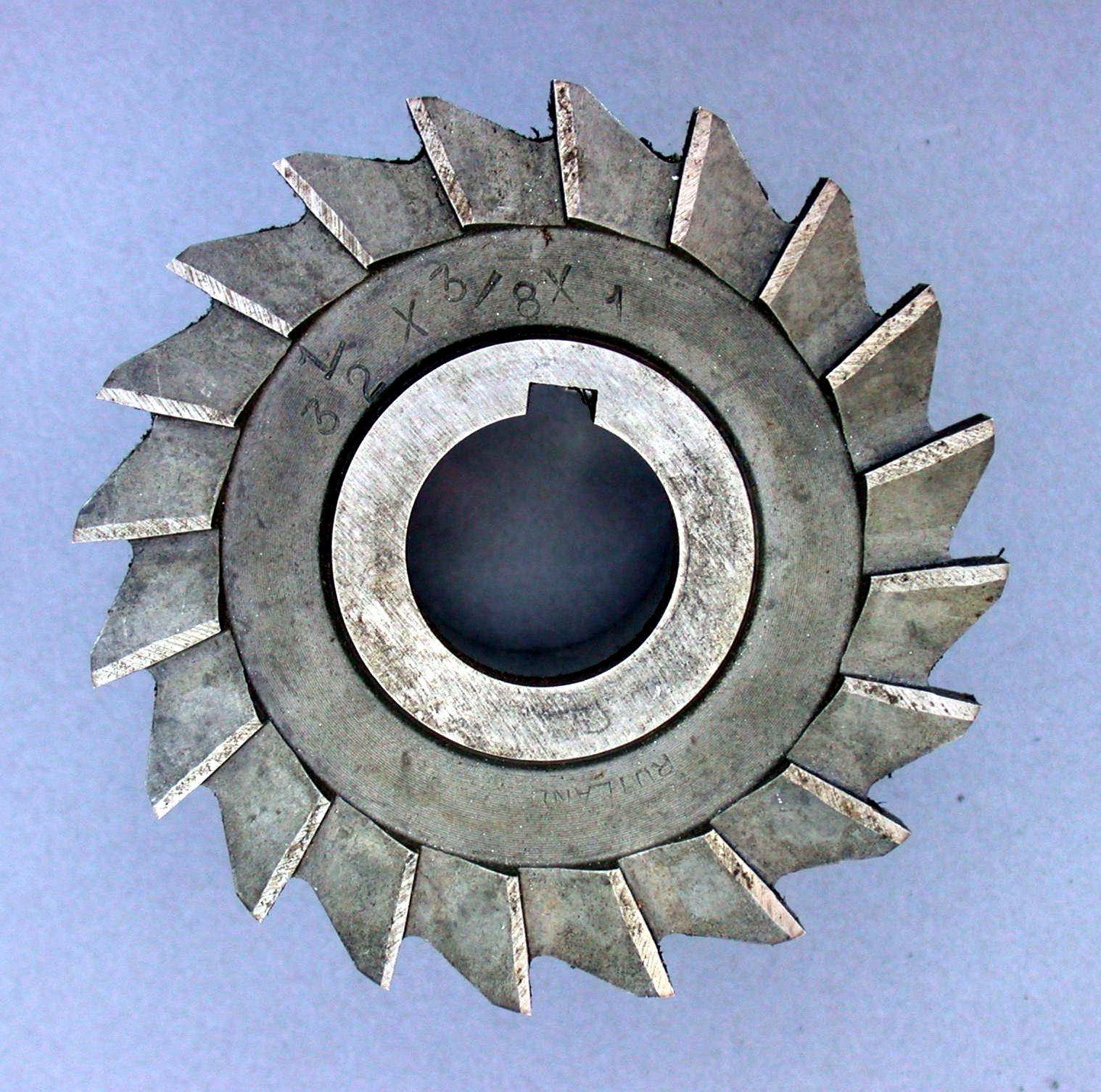
Трёхсторонняя дисковая фреза

Дисковые фрезы необходимы для резки, разрезов или других операций, связанных с грубой обработкой металла или неметаллических материалов.
Дисковые фрезы бывают трёх типов:
- шлицевые или шпоночные;
- двусторонние;
- трёхсторонние.

Шлицевые дисковые фрезы имеют зубья только на цилиндрической поверхности. Для уменьшения трения по торцам толщина фрезы делается на периферии больше, чем в центральной части у ступицы. Важным элементом дисковой пазовой фрезы является ширина, так как фреза предназначена в том числе и для обработки пазов. Важной областью применения дисковой пазовой фрезы является распиловка заготовок из дерева и металла.
Двусторонние дисковые фрезы, кроме зубьев, расположенных на цилиндрической поверхности, имеют зубья на торце.
У трёхсторонних дисковых фрез зубья расположены на цилиндрической поверхности и на обоих торцах. Условия резания у торцовых зубьев менее благоприятны, чем у зубьев, расположенных на цилиндрической поверхности. Небольшая глубина канавки у торца не даёт возможности получить необходимые задние и передние углы.
Дисковые фрезы со сменными твердосплавными пластинами могут быть регулируемыми, то есть в зависимости от положения картриджей, к которым крепятся пластины, фреза может делать пазы различной ширины.
Фрезы бывают с напайными пластинами и со сменными.
Зачастую фрезы применяют для профилирования деревянных деталей для изготовления деревянных евроокон, дверного штапика, для мебельных фасадов, изготовления окон, филёнчатых дверей, дверей под стекло, филёнки и дверной коробки, плинтуса, реечного плинтуса, европлинтуса, изготовления галтелей, полугалтелей, штапов, полуштапов, стенового бруса, для обработки пазов, обработки четвертей, изготовления доски пола паркета, для изготовления фасонных многопрофильных изделий, обшивочной доски вагонки, наличника, поручня, стенового бруса, обработки кромок бруса, для изготовления радиусной обшивочной доски для стенового бруса типа BLOCK-HOUSE.

## Фрезы со сферическим торцом
В металлообработке фрезы со сферическим торцом используются для изготовления и др. деталей сложной формы. Таких, как штампы, пресс-формы, лопатки турбин и т. д. Хотя чаще фрезы со сферической головкой изготавливаются цельнотвердосплавными (монолитными), но встречаются и варианты со сменными пластинами.
В деревообработке фрезы со сферическим торцом используются при изготовлении 3D-изделий (высокохудожественная фрезеровка) при производстве мебели, резных изображений (картин, икон), элементов декора и т. п. В последнее время часто используют конические фрезы со сферическим торцом для 3D-фрезерования.

## Производство
Фрезы изготавливают из прочных сплавов. Заготовки режутся из прутка необходимого диаметра и проходят механическую обработку на токарном и фрезерном станках. После чего заготовки подвергают термообработке в солевых банях при температуре от 650° до 1200 °C. Конечный вид фрезе придаёт чистовая обработка на шлифовальном станке.

## Покрытия
В 1980-х годах для уменьшения износа и трения, кроме иных методов упрочнения, начинается применение износостойких покрытий. В основном, это покрытия из:
- AlTiN (нитрид алюминия-титана)
- Напыление нитрида титана (TiN) (золотисто-жёлтое покрытие)
- Напыление цианида титана (TiCN — голубовато-серое покрытие)
- Вакуумное напыление TiAlN (темно-фиолетовое покрытие)
- Нитрид титан-алюминий-кремния TiAlSiN (покрытие для закаленных сталей)
- Напыление нитрида алюминия-титана-хрома (TiAlCrN — PVD покрытие)
- Финишное плазменное упрочнение (покрытие Pateks) - прозрачное алмазоподобное покрытие.